# 133293 Андрушівка
133293 Андруші́вка (2003 SA33) — астероїд головного поясу, відкритий 18 вересня 2003 в Андрушівці, Житомирська область, Україна.
Тіссеранів параметр астероїда щодо Юпітера — 3,180.